# M1 Music Awards 2019
M1 Music Awards 2019. П'ять — щорічна українська музична премія M1 Music Awards. П'ята церемонія вручення премії за 2019 рік.
Сама церемонія відбувалася 30 листопада 2019 року у київському Палаці спорту. Телеглядачі мали змогу дивитися онлайн-трансляцію на телеканалі M1.

## Головні премії
25 жовтня 2019 року стали відомі імена номінантів у десяти категоріях. На самій церемонії нагородження були додані також спеціальні номінації — Фаворит року та За внесок у національну індустрію. Переможців у кожній номінації виділено жирним шрифтом.

### Кліп року
- Monatik — «Каждый раз» (реж. Таня Муїньо)
  - Мішель Андраде — «Hasta La Vista»
  - Tarabarova — «Мені казково»
  - Микита Ломакін — «Виолончель»
  - Тіна Кароль — «Вабити»

### Хіт року
- «Время и Стекло» — «Дим»
  - Monatik — «Love It Ритм»
  - «Без Обмежень» — «Зорі запалалі»
  - «Антитіла» — «Вірила»
  - NK — «Обіцяю»

### Співачка року
- NK
  - Мішель Андраде
  - Джамала
  - Злата Огнєвіч
  - Тіна Кароль

### Співак року
- Monatik
  - Alekseev
  - Mélovin
  - Олег Винник
  - Сергій Бабкін

### Гурт року
- «Время и Стекло»
  - «Dzidzio»
  - «Kadnay»
  - «Mozgi»
  - «Воплі Відоплясова»

### Прорив року
- Mélovin — «Ти»
  - Артем Пивоваров — «No.1»
  - alyona alyona — «Велика й смішна»
  - «Коррупция» — «Красный бархат»
  - Аліна Паш feat. Freel — «Не пили»

### Золотий Грамофон
- Тіна Кароль — «Сила высоты»
  - «Время и Стекло» — «Дим»
  - Оля Цибульська — «Дівчинка»
  - Олег Винник — «Роксолана»
  - NK — «Обіцяю»

### Червона Рута
- NK — «Обіцяю»
  - «Время и Стекло» — «Дим»
  - Злата Огнєвіч — «Солодка кара»
  - Віталій Козловський — «Мала»
  - Мята — «Там, де рай»

### Dance Parade
- Monatik — «Love It Ритм»
  - Kishe — «Цю ніч»
  - Maruv — «Siren Song»
  - alyona alyona і Аліна Паш — «Падло»
  - «Время и Стекло» — «Дим»

### «Рок. Тільки Рок!»
- «Без Обмежень» — «Зорі запалалі»
  - «Антитіла» — «Віріла»
  - «The Hardkiss» — «Коханці»
  - Тіна Кароль і «Бумбокс» — «Безодня»
  - Сергій Бабкін — «Моє кохання»

### Спеціальні номінації
- За внесок у національну індустрію — Андрій Данилко
- Фаворит року — «Время и Стекло»

## Професійні відзнаки
16 листопада 2019 року о 10:15 у прямому ефірі телеканалу M1 в рамках передачі «M1 Music Awards: News» відбулася передвечірка (pro-party) M1 Music Awards 2019, на якій були відзначені найкращі професіонали в галузі шоу-бізнесу:
Нижче представлені номінації pro-party та переможці в кожній з них виділено жирним шрифтом.

### Кліпмейкер року
- Дмитро Маніфест і Дмитро Шмурак — Manifest Production (Tarabarova — «Мені казково», «Воплі Відоплясова» — «А-я-я-й»)
- Віктор Скуратовський (Микита Ломакін — «Виолончель», Дорош — «Останемся»)
- Таня Муїньо (Мішель Андраде — «Hasta La Vista», Monatik — «Love It Ритм», «Каждый раз»)
- Josh Killacky & Tim Milgram (Тіна Кароль — «Вабити»)
- Алан Бадоєв (Alekseev — «Камень и вода», «Kadnay» — «Disco Girl»)

### Менеджер артисту
- Ілона Пашкевич та Валерія Коваль — NICE2CU (NK — «Попа как у Ким», «Обіцяю»)
- Ірина Горова та Олексій Потапенко — Mozgi Entertainment («Mozgi» — «Digitalization», «Время и Стекло» — «Дим», ПТП — «Константа», Мішель Андраде — «Hasta La Vista»)
- Єгор Кір'янов («The Hardkiss» — «Коханці»)
- Євген Горюнов та Олег Ходачук («Без Обмежень» — «Зорі запалали»)
- Ірина Дємічєва — Monatik Corporation (Monatik — «Каждый раз»)

### Оператор-постановник року
- Володимир Шкляревський (Alekseev — «Камень и вода»)
- Максим Шелковніков (Злата Огнєвіч — «Солодка кара»)
- Дмитро Маніфест — Manifest Production (Tarabarova — «Мені казково»)
- Євген Троценко («Без Обмежень» — «Зорі запалали»)
- Денис Лущик («The Hardkiss» — «Жива»)

### Монтаж
- Максим Шелковніков (ПТП — «China», «Время и Стекло» — «Дим», Мішель Андраде — «Не знаю»)
- Максим Шелковніков і Денис Манюха (NK — «Обіцяю»)
- Таня Муїньо (Monatik — «Каждый раз», Мішель Андраде — «Hasta La Vista»)
- Тарас Голубков та Іван Воронков (Mélovin — «Ти»)
- Trent Pazl (Alekseev — «Камень и вода»)
- Tim Milgram (Тіна Кароль — «Вабити»)

### Постпродакшн
- Роман Онуфрійчук («The Hardkiss» — «Жива»)
- 120Seconds Production — Роман Зінаєнков (Сергій Бабкін — «Моє кохання»)
- Headshot Production — Олексій Веренчик (Alekseev — «Камень и вода»)
- A7: Television — Максим Галіцин («Dilemma» — «Камікадзе»)
- Олександр Загайний — («Mozgi» — «Space Sheeps»)

### Саундпродюсер року
- Антон Чілібі та Дмитро Монатік — Monatik Chilibi Sound (Monatik — «Love It Ритм»)
- Микита Ломакін та Іван Тайга — M1 Studio (Микита Ломакін — Виолончель)
- Юлія Саніна та Вал Бебко — The Hardkiss Studio («The Hardkiss» — «Коханці»)
- Вадим Лисиця — Foxx Studios (Злата Огнєвіч — «Солодка кара», NK feat. De La Ghetto — «Peligroso» (remix), Мішель Андраде — «Hasta La Vista», «Время и Стекло» — «Vislovo», «Дим»)
- Кирило Матюшенко — Dinamika Music (Alekseev — «Как ты там»)

### Хореограф року
- Денис Стульніков (Monatik — «Love It Ритм», Monatik — «Каждый раз», Tarabarova — «Мені казково»)
- Марина Кущова (Мішель Андраде — «Hasta La Vista»)
- Лада Касинець («Время и Стекло» — «Vislovo»)
- Лада Касинець та Марія Козлова (Злата Огнєвіч — «Солодка кара»)
- Josh Killacky (Тіна Кароль — «Вабити»)
- Ольга Риженко (NK — «Попа как у Ким»)

### Стиліст року
- Євген Кірієнко (Tarabarova — «Мені казково»)
- Яна Чаплигіна (Maruv — «Siren Song», «Между нами»)
- Маргарита Шекель (Мішель Андраде — «Hasta La Vista»)
- Іра Лан та Тетяна Ларіна (NK — «Обіцяю»)
- Олена Богданова («The Hardkiss» — «Жива»)

## Церемонія нагородження та червона доріжка

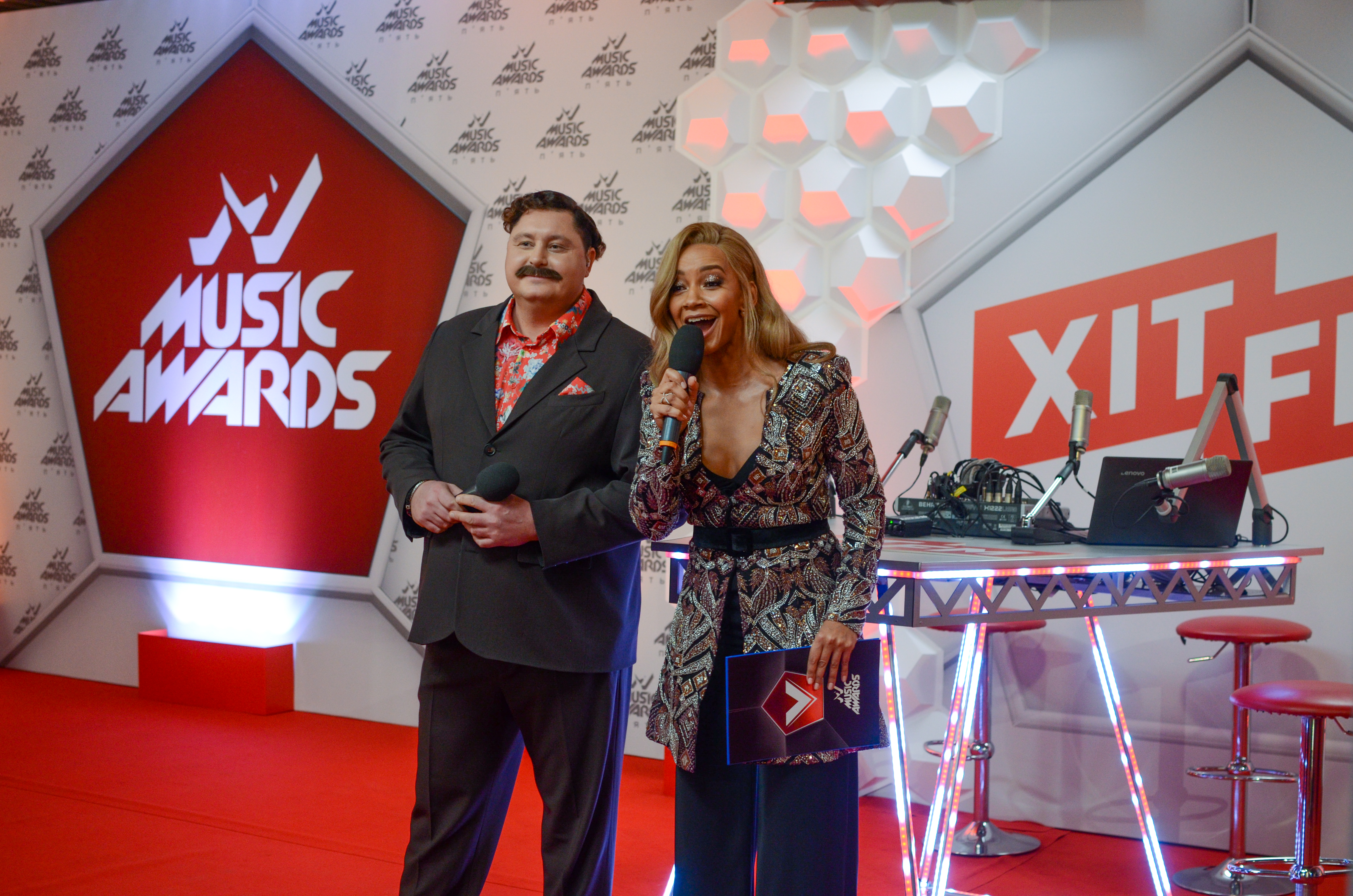
Сєргєй Алєксєіч і Вікторія Батуі
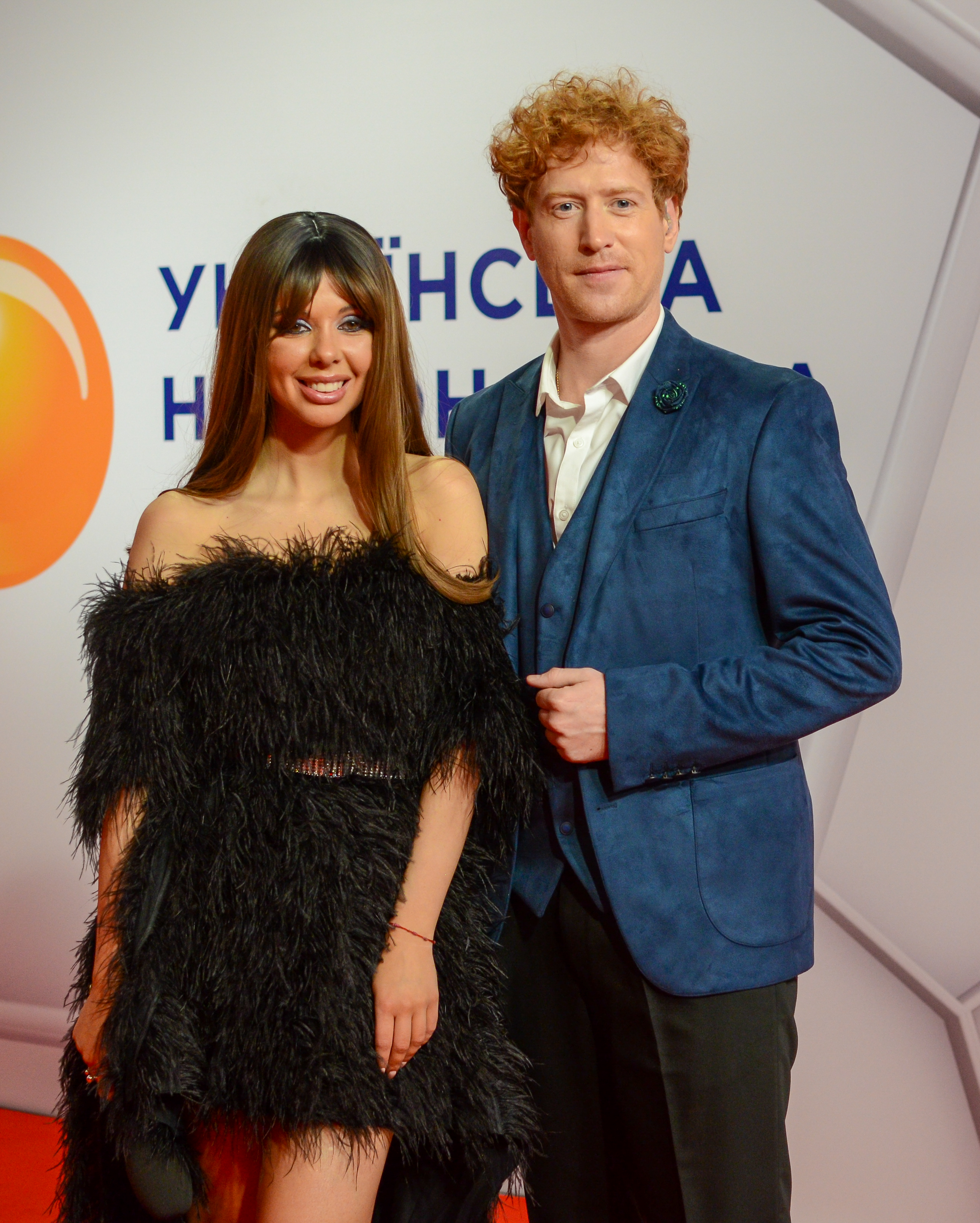
Міла Єремєєва і Денис Христов

30 листопада об 15:00 почалася червона доріжка M1 Music Awards у Палаці спорту, при цьому офіційна трансляція червоної доріжки відбувалася на каналі M1.
Сама церемонія нагородження розпочалася об 19:00.

#### Ведучі червоної доріжки
Нікіта Добринін, Денис Жупник, Галина Завійська, Міла Єремєєва, Вікторія Батуі, Андрій Чорновол, Маша Виноградова, Денис Христов та Таня Лі.

#### Ведучі церемонії
Нікіта Добринін, Денис Жупник, Галина Завійська, Міла Єремєєва, Вікторія Батуі, Андрій Чорновол, Маша Виноградова та Оля Цибульська.

#### Виступи на церемонії
| Виконавець                       | Пісня                                             |
| -------------------------------- | ------------------------------------------------- |
| NK                               | «Elefante», «Обіцяю»                              |
| Mélovin                          | «Ти»                                              |
| «Антитіла»                       | «Вірила»                                          |
| Олег Винник                      | «Наталя-Наталі»                                   |
| Мішель Андраде                   | MegaMix: «Не знаю», «Tranquila», «Papi», «Musica» |
| Сергій Бабкін                    | «Єви і Адами»                                     |
| Тіна Кароль                      | «Иди на жизнь»                                    |
| «Mozgi»                          | «999»                                             |
| Микита Ломакін                   | «Зеркала»                                         |
| Мішель Андраде та Микита Ломакін | «Señorita»                                        |
| alyona alyona                    | «Якби я була не я»                                |
| Артем Пивоваров                  | «2000»                                            |
| «Время и Стекло»                 | «Лох»                                             |
| Дан Балан та Тіна Кароль         | «Домой»                                           |
| Monatik                          | «Каждый раз»                                      |

## Галерея

### Червона доріжка

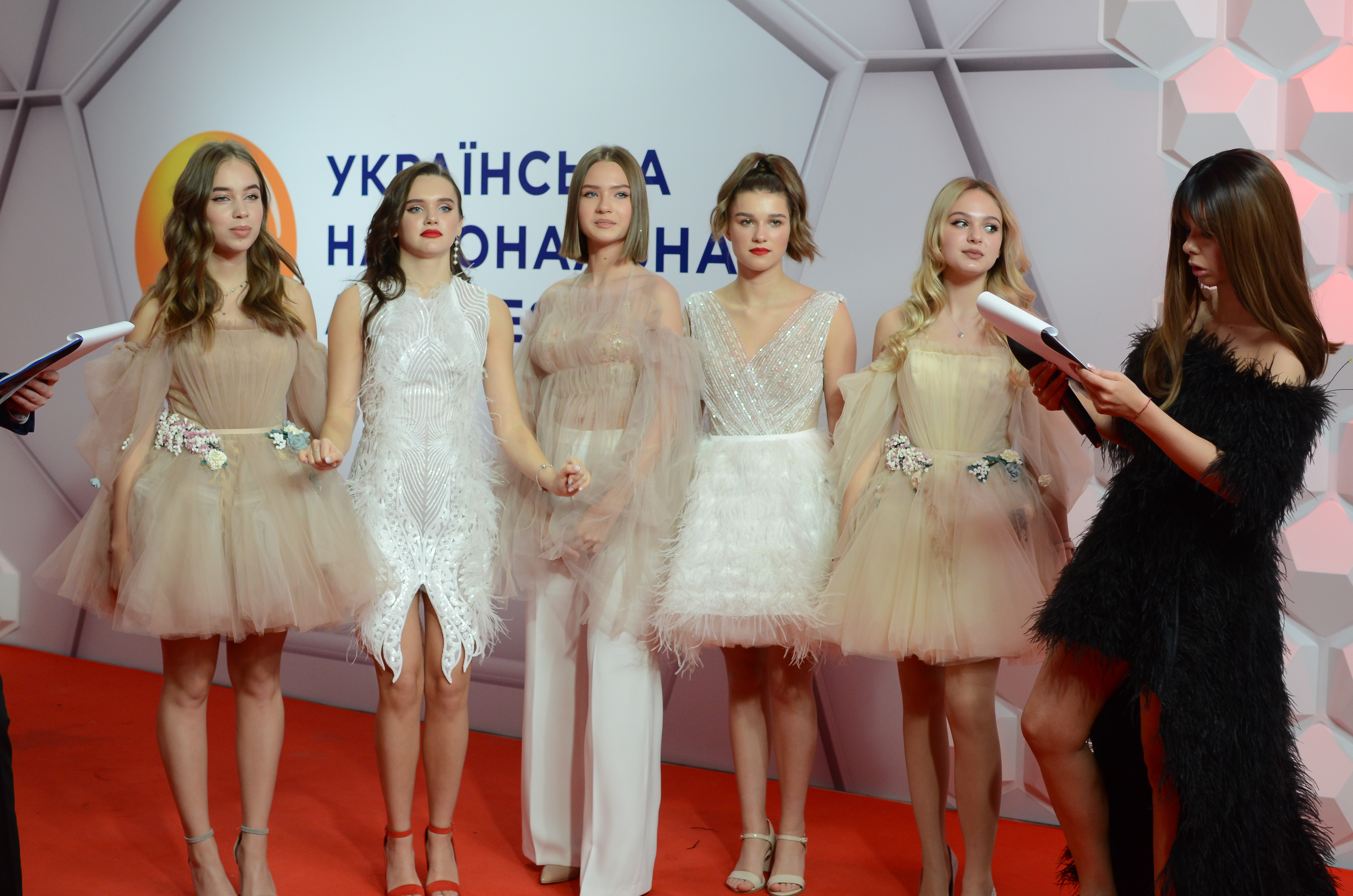
Open Kids
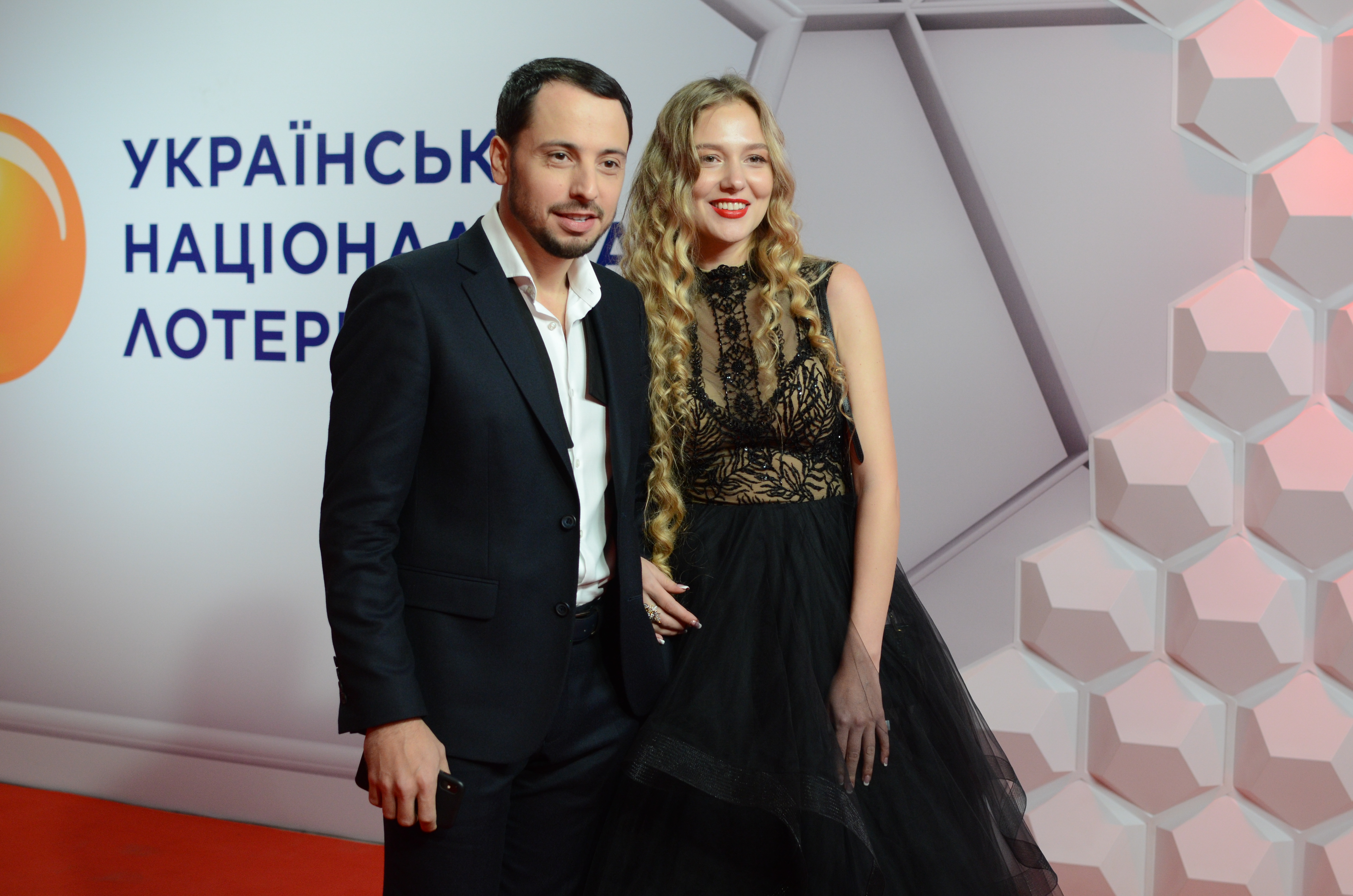
Сергій Мироненко
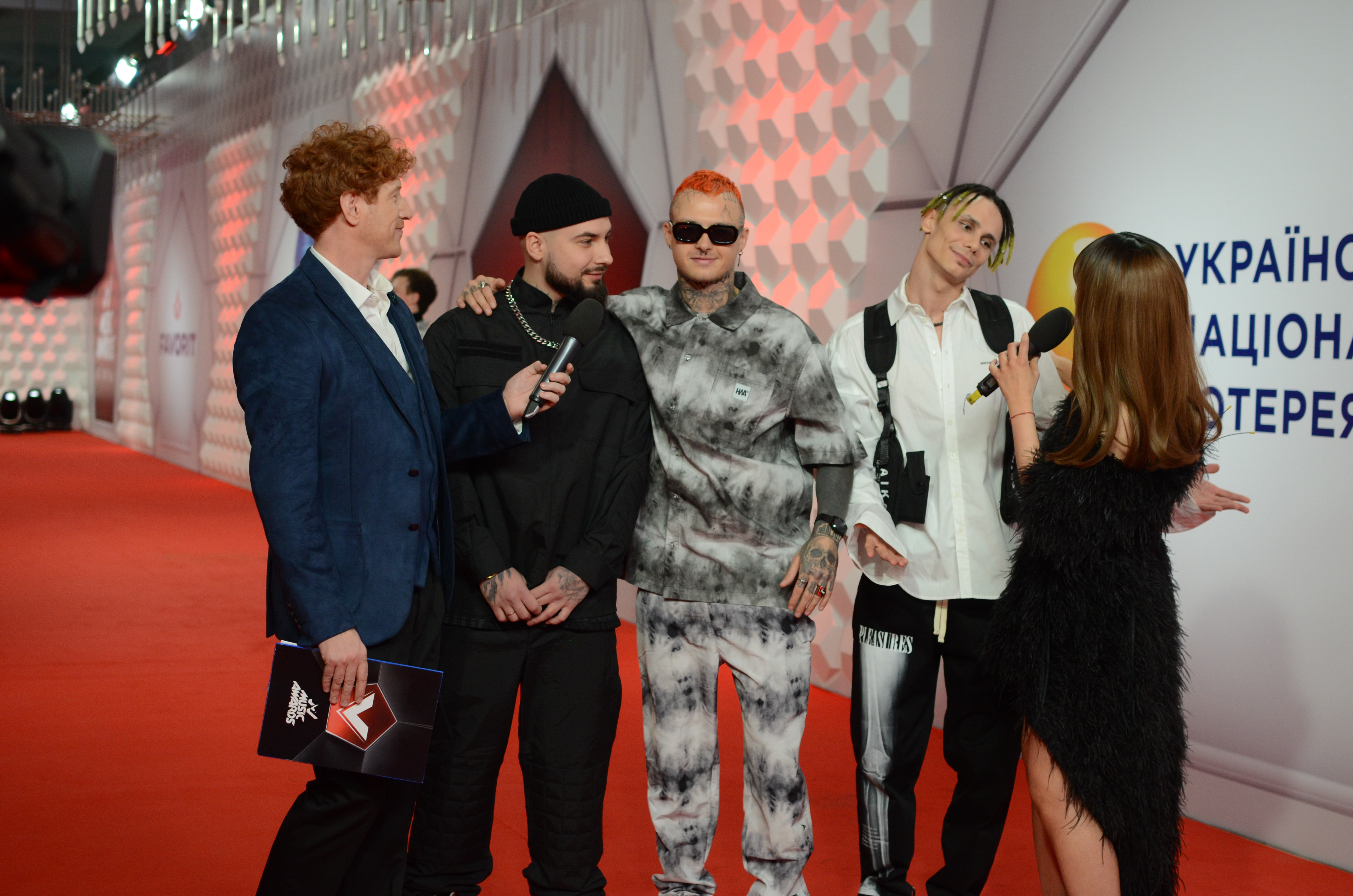
U C
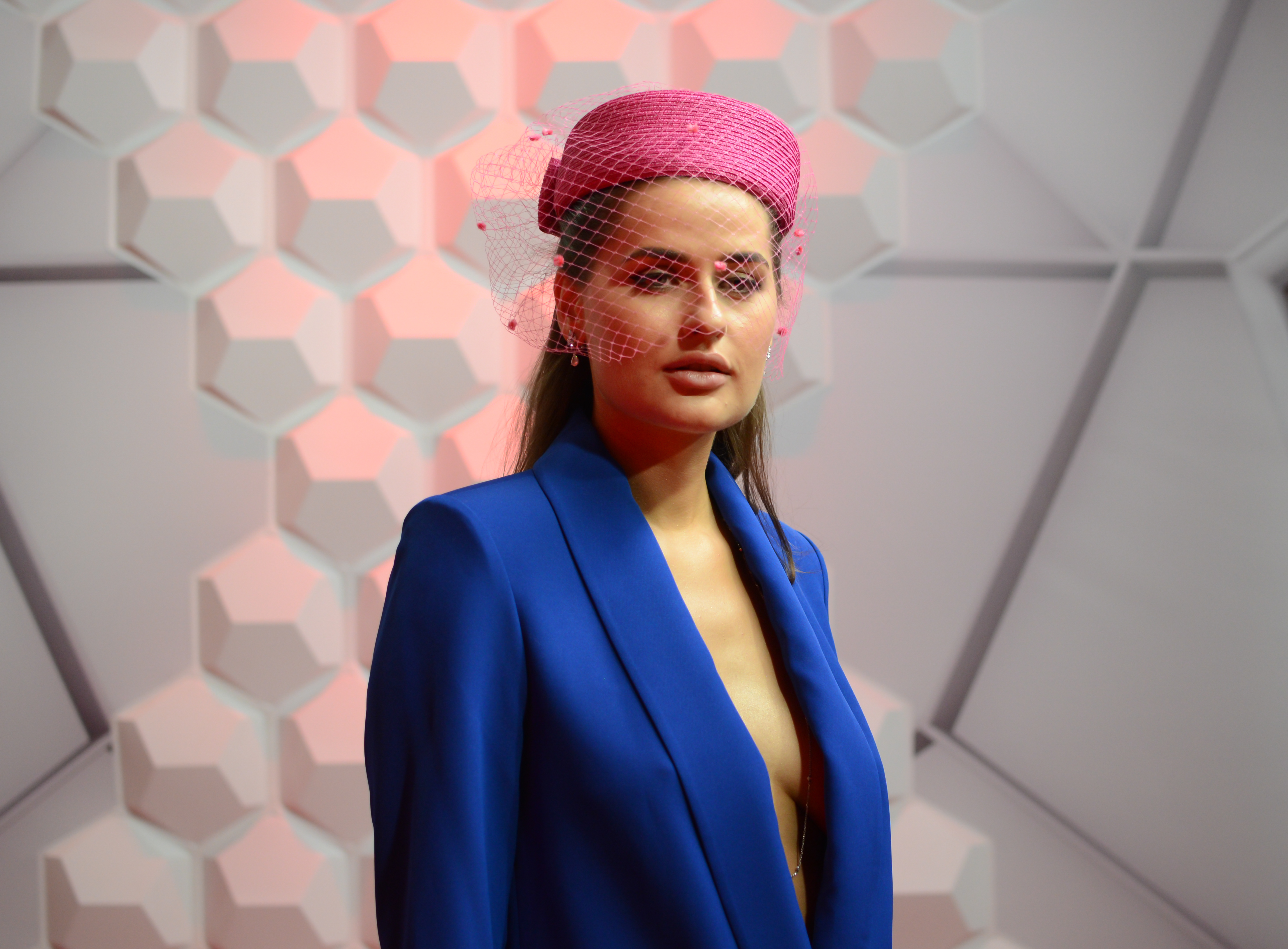
Анна Розумовська
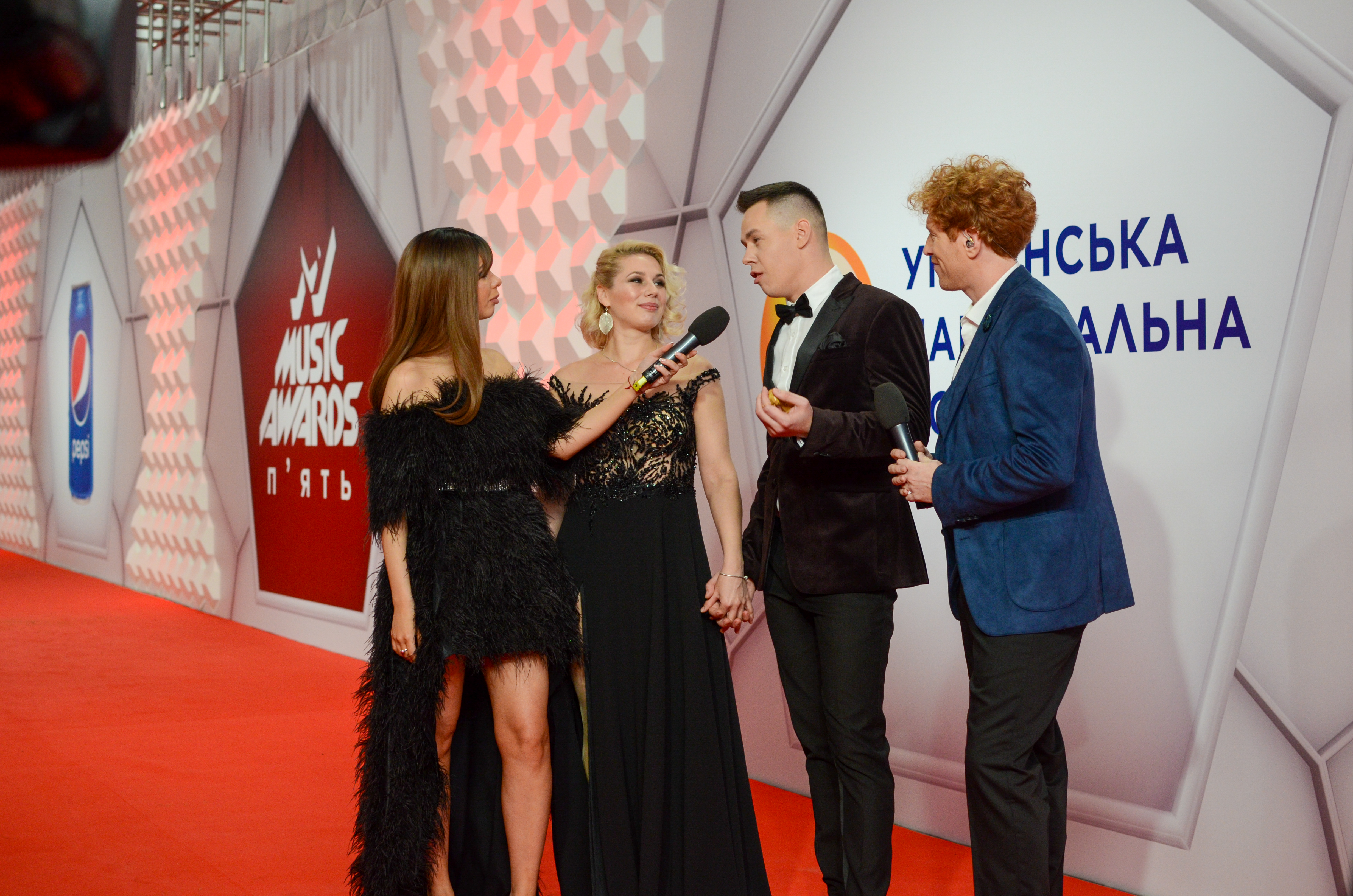
Денис Жупник
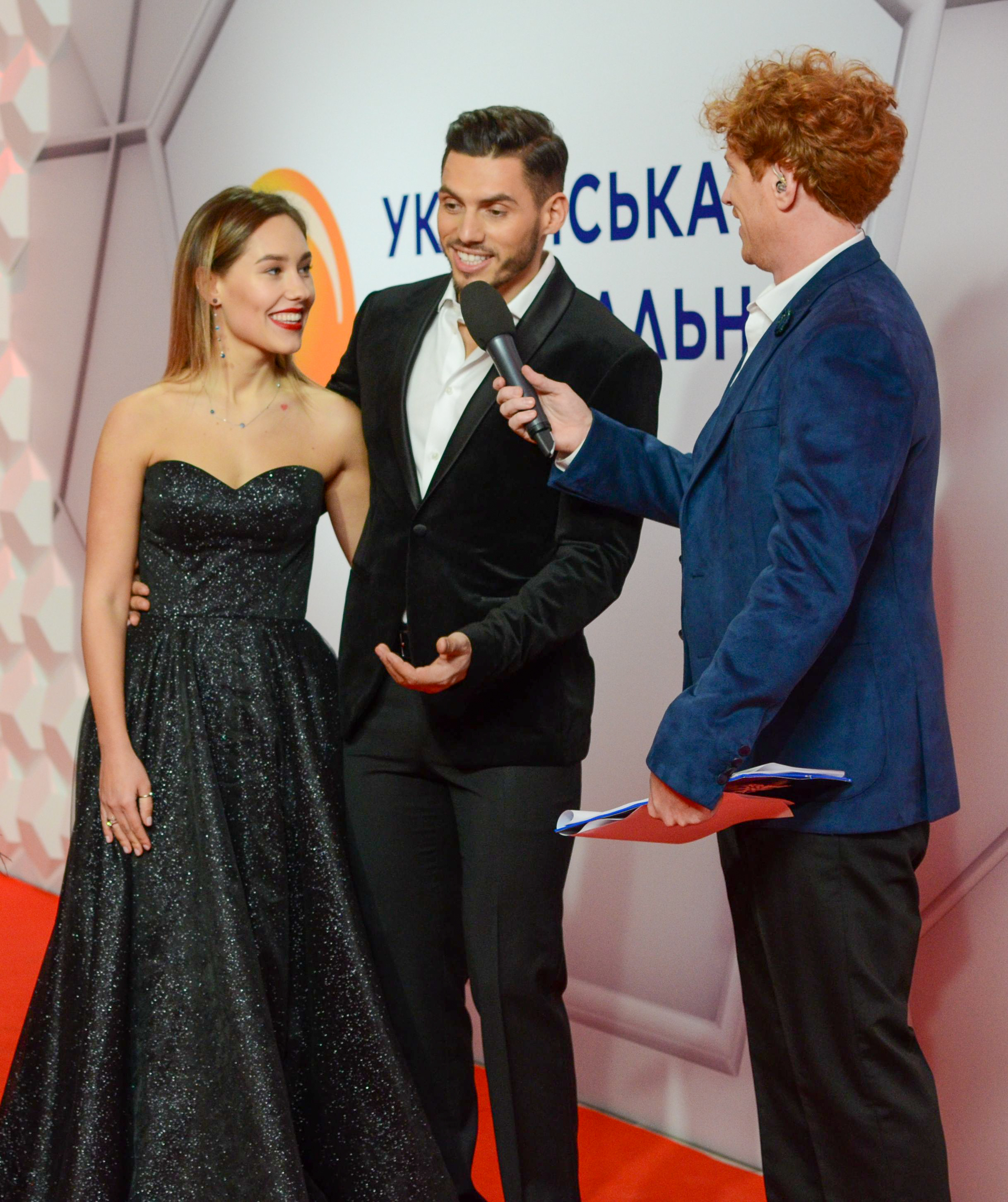
Нікіта Добринін і Даша Квіткова
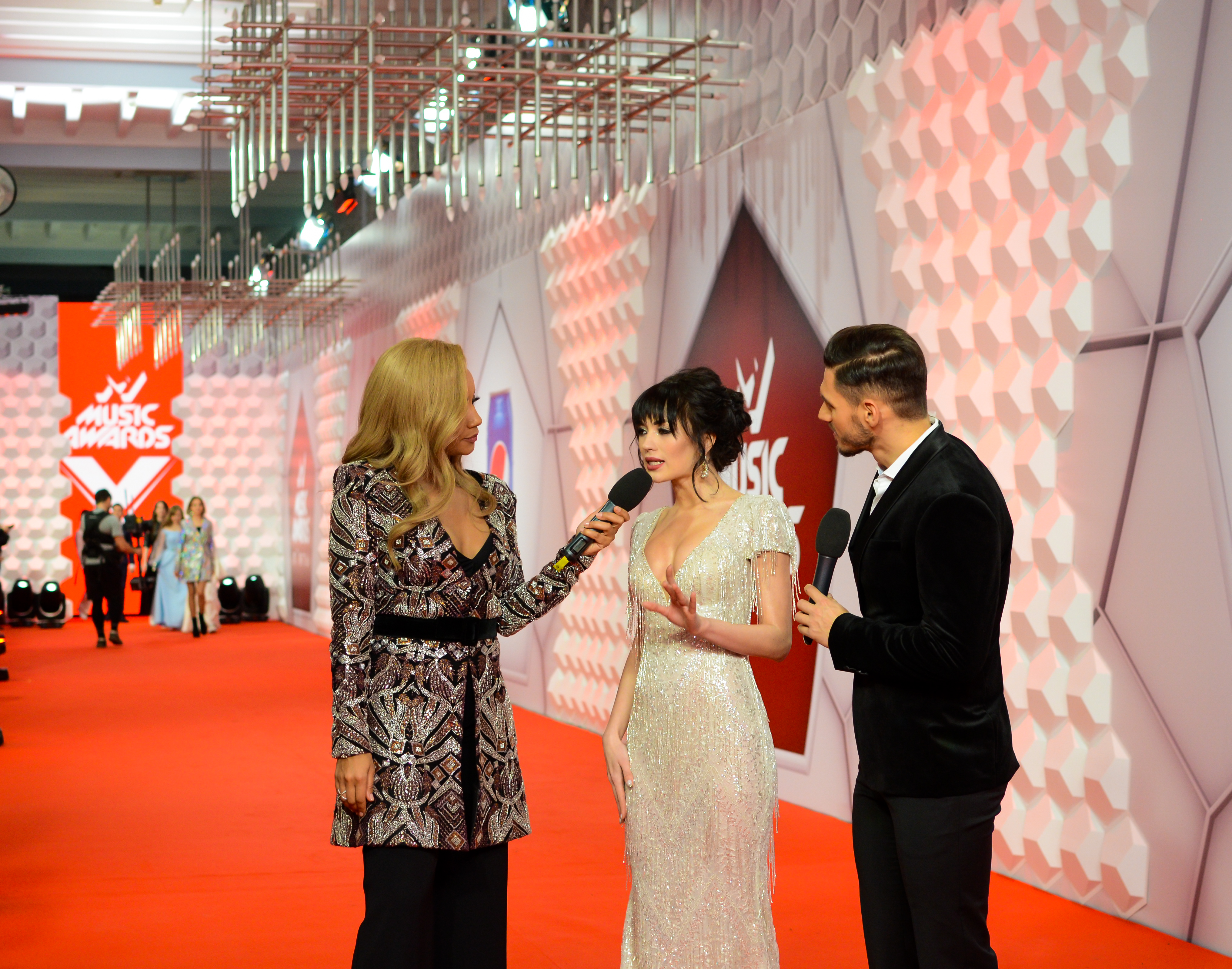
Тетяна Духонченко
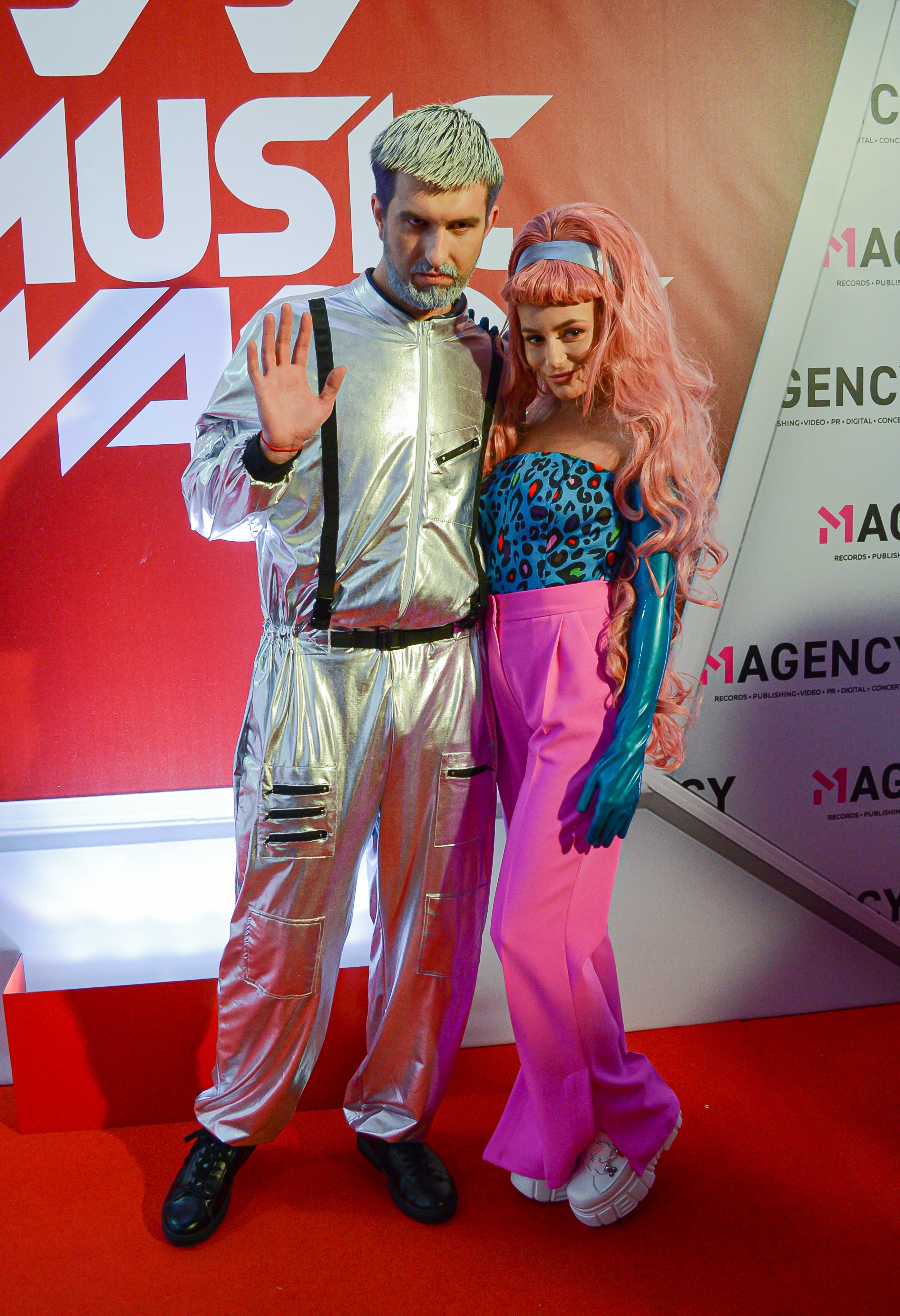
Бамбинтон
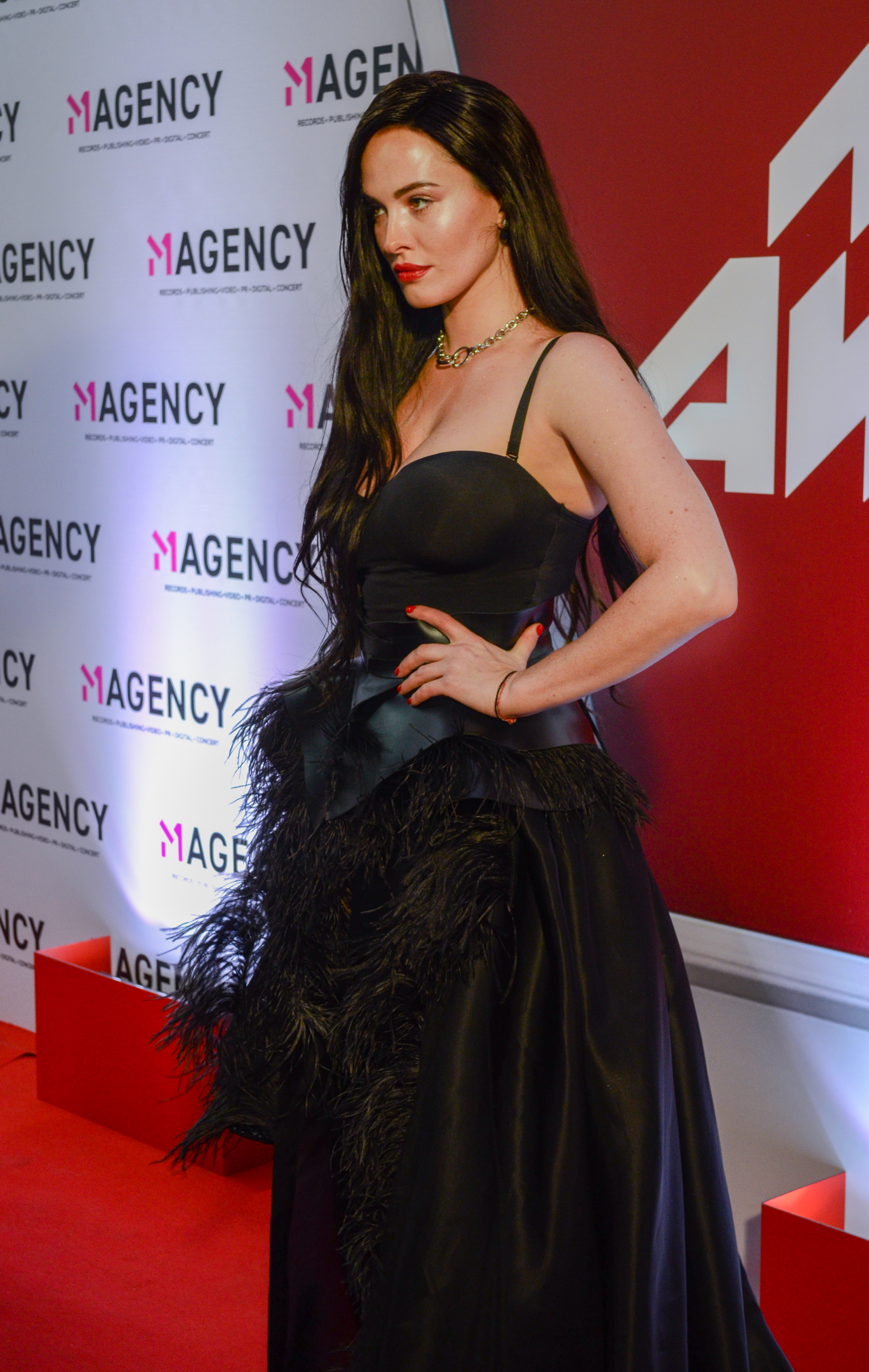
Астаф'єва Дарія
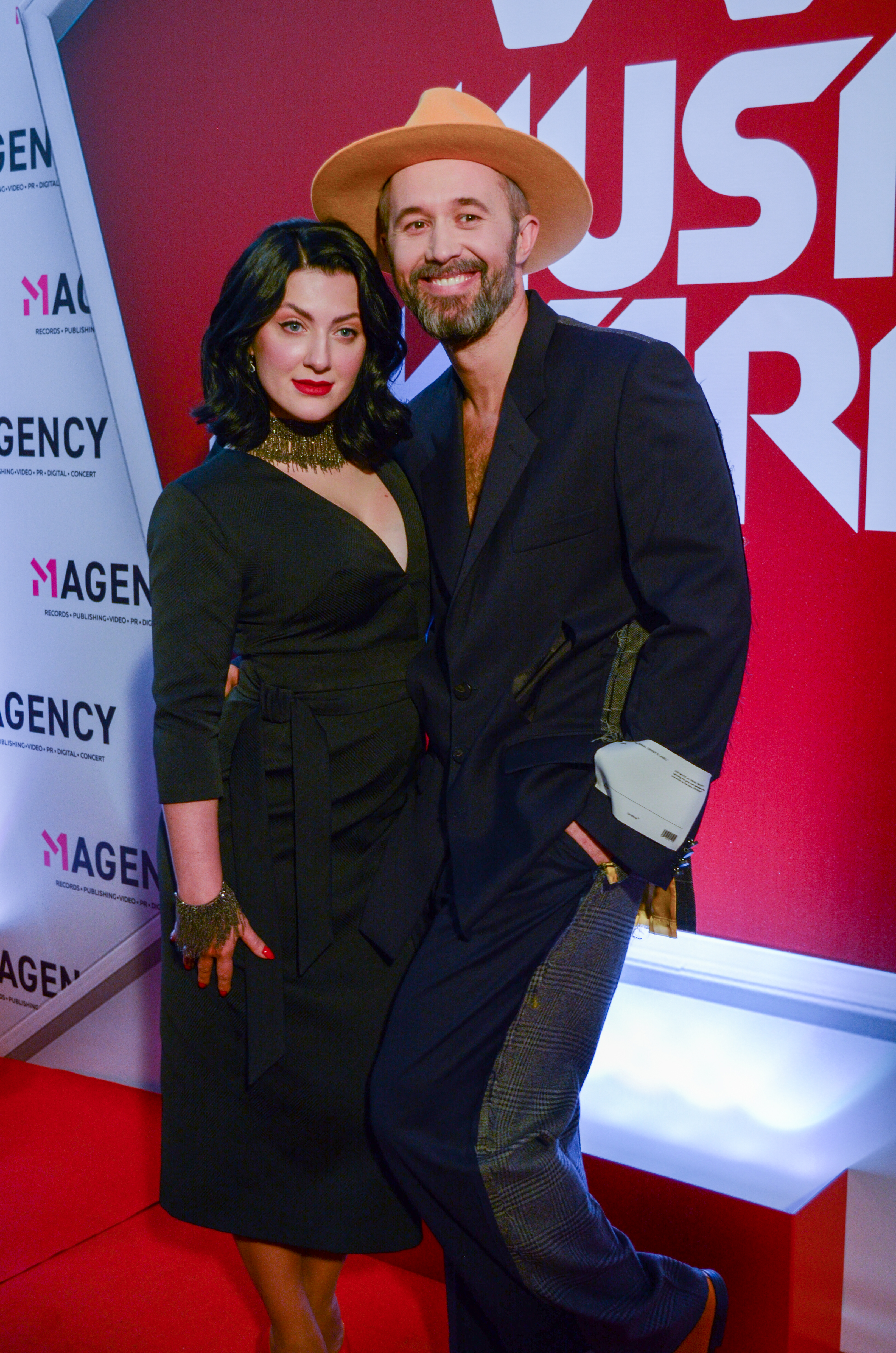
Сніжана і Сергій Бабкіни
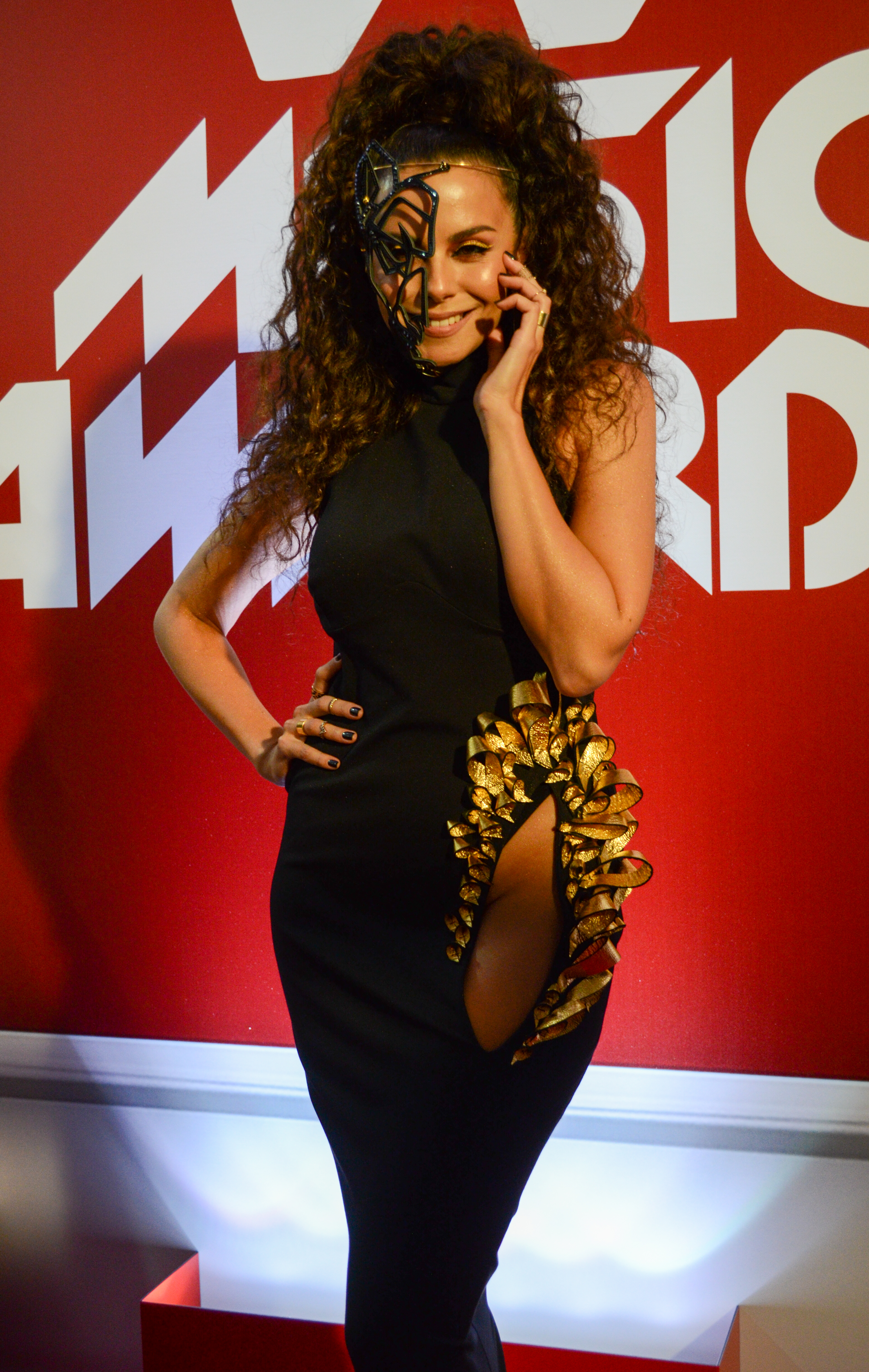
Настя Каменських